# Strimmig sammetslöpare
Strimmig sammetslöpare (Chlaenius quadrisulcatus) är en skalbaggsart som först beskrevs av Gustaf von Paykull 1790.  Strimmig sammetslöpare ingår i släktet Chlaenius, och familjen jordlöpare. Enligt den svenska rödlistan är arten sårbar i Sverige. Arten förekommer på Gotland, Götaland, Svealand och Nedre Norrland. Arten har tidigare förekommit på Öland men är numera lokalt utdöd. Artens livsmiljö är våtmarker, jordbrukslandskap.